# Kawasaki 500 H1
La H1 Mach III est un modèle de moto sportive, produit par la firme japonaise Kawasaki.

## Présentation
« La faiseuse de veuve », c'est sous cette appellation qu'est également connue la H1 outre-manche, en raison d'un ensemble moteur peu en adéquation avec la partie cycle. 
Le moteur est un tout nouveau trois-cylindres deux-temps, qui donne naissance à une lignée de motos sportives : la 250 S1 qui deviendra la KH, la 350 S2, la 400 S3 (ultérieurement la KH) et surtout la 750 H2. D'une cylindrée de 500 cm3, il développe 60 chevaux, soit à peine sept chevaux de moins que la Honda CB 750 Four. Revers de la médaille, la consommation de carburant est énorme, souvent supérieure à 15 litres aux 100 km en utilisation urbaine.
Le cadre double berceau n'était pas à la hauteur des performances du moteur, d'autant que les premiers modèles avaient un moteur disposé très en arrière, ce qui provoquait le délestage de l'avant avec une tenue de route dégradée. Par ailleurs, ses freins à tambour, sous-dimensionnés, peinaient à arrêter la machine.
Cette moto connaît ses lettres de noblesse lors du Bol d'or de 1969 avec six exemplaires de série engagées, dont l'une mène la course devant la Honda d'usine, de plus grosse cylindrée. Une autre gagne la course dans sa catégorie (Jean-Claude Guénard et Marcel Morel) et finit deuxième au classement général.
Par la suite, la version course, la 500 H1R, connaîtra de nombreux succès.
Il faut attendre 1972 pour que la H1B adopte la fourche et le frein avant à disque de 296 mm de diamètre de la H2. En 1973,  la puissance diminue d'un cheval, le cadre est renforcé et le poids passe à 185 kg. L'allumage électronique est issue de la H2 et les échappements, également revus, sont formés d'une seule pièce .
Quelques-unes courent en promosport et en course de côte, notamment en 1976 à la course de la Chapelle Rambeaud vers Annecy où Bernard Cantin termine second en catégorie 500 avec un modèle 1971.

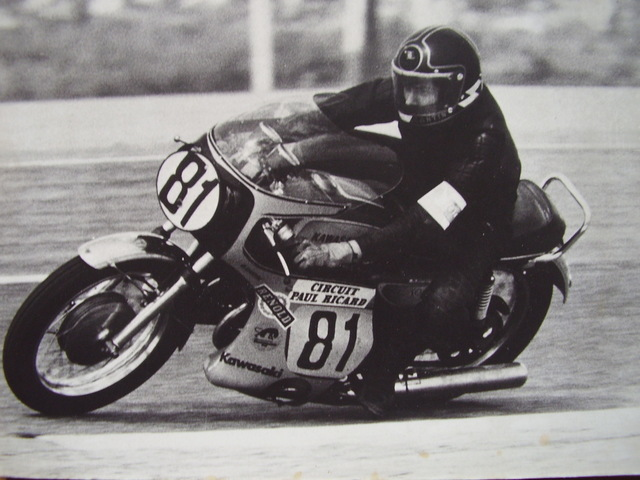
Bernard Cantin au guidon d'une 500 Mach III en 1976 au circuit Paul-Ricard (promosport 500).